# بازسازی پوست
پوست در برابر آسیب‌های مکانیکی، خطر شیمیایی و تهاجم باکتری‌ها محافظت می‌کند، زیرا اپیدرم نسبتاً ضخیم و پوشیده از کراتین است. ترشحات غدد چربی و غدد عرق نیز از این سد محافظ سود می‌برند. در صورتی که آسیبی به سد محافظ پوست برسد، بدن پاسخی به نام بهبود زخم ایجاد می‌کند. پس از هموستاز، گلبول‌های سفید التهابی، از جمله ماکروفاژهای بیگانه‌خوار به محل آسیب می‌رسند. هنگامی که میکروارگانیسم‌های مهاجم تحت کنترل قرار گرفتند، پوست بهبود خود را آغاز می‌کند. توانایی پوست برای التیام حتی پس از آسیب قابل توجه به دلیل وجود سلول‌های بنیادی در پوست و سلول‌های لایه‌ای بنیادین اپیدرم است که همگی می‌توانند بافت جدیدی تولید کنند.